# Silvia Augsburger
Silvia Augsburger (Rosario, 1962) es una política argentina y activista por los derechos de las mujeres y de la diversidad sexual, integrante del Partido Socialista de Argentina. 
Fue Concejal de la ciudad de Rosario, Diputada Nacional por Santa Fe y actualmente Diputada Provincial de esa provincia mandato 2015-2019, en el bloque Igualdad y Participación, que preside el Diputado Rubén Giustiniani. 
Autora de varias iniciativas en sus diferentes gestiones, algunas de ellas se encuentran actualmente vigentes en la ciudad de Rosario, Fue autora de la ley de identidad de género y coautora de la ley de matrimonio igualitario.
Integra la Campaña Nacional por el Derecho al Aborto y durante su mandato presentó el primer proyecto elaborado por la Campaña Nacional para legislar sobre este derecho. Augsburger forma parte activa del movimiento de mujeres que dio origen al colectivo "Ni Una Menos" de amplia repercusión en todo el mundo por la lucha contra las violencias machistas.[cita requerida]

## Biografía
Estudió Ciencias Bioquímicas en la Universidad Nacional de Rosario. Durante su paso por la Universidad, fue presidenta del Centro de Estudiantes de dicha Facultad entre 1986 y 1988 y continuó ejerciendo diversos cargos en esa institución hasta 1997, año en que fue elegida concejala de la Ciudad de Rosario, cargo para el que fue reelecta en 2001. En 2005 asumió como diputada nacional por su provincia natal, su mandato venció en diciembre de 2009. Como militante del Partido Socialista, ejerció varios cargos partidarios e integró la Mesa Directiva Nacional del Partido Socialista. Es coautora y una de las principales difusoras de la ley de matrimonio igualitario, presentando en diversas ocasiones proyectos de dicha legislación incluyendo el definitivo.

## Actividad Legislativa
| Cargo                                                    | Período                 |
| -------------------------------------------------------- | ----------------------- |
| Concejala de la ciudad de Rosario                        | 1997-2001 / 2001 - 2005 |
| Diputada Nacional por la Provincia de Santa Fe           | 2005 - 2009             |
| Presidenta del Bloque Socialista de Diputados Nacionales | 2007 - 2009             |
| Diputada Provincial de Santa Fe                          | 2015 - 2019             |

En el año 1997 Silvia Augsburger asumió como Concejala de la ciudad de Rosario, cargo que mantuvo por dos períodos, hasta el año 2005. Durante su paso por el Palacio Vasallo, se sancionaron varias ordenanzas de su autoría, muchas se mantienen aún vigentes. Estas son: "Plan Municipal de Igualdad de Oportunidades entre Varones y Mujeres" (Decreto 15.322), Creación del "Servicio Municipal de atención a víctimas de violencia sexual" (Ordenanza 7.585); Elaboración del "Manual de lenguaje administrativo no sexista" (Decreto 25.251); "Distribución de los Recursos del Presupuesto Participativo a través de un índice de carencia" (Ordenanza 7.869).
Desde el 2005 y hasta el 2009, Silvia Augsburger se desempeñó como Diputada Nacional por la Provincia de Santa Fe. Presentó numerosos proyectos vinculados a lograr la paridad de varones y mujeres en los espacios de decisión, de promoción de los derechos de la diversidad sexual, la democratización del acceso al suelo y a la vivienda y la legalización del aborto. También presentó el proyecto de ley para sancionar una nueva ley de educación y el proyecto de "ingreso universal de acceso a la niñez y adolescencia". Es autora de la ley de identidad de género y de la ley de matrimonio igualitario, sancionada en el año 2010, con el amplio apoyo de organizaciones sociales y de la comunidad FALGBT.
Actualmente es Diputada Provincial de Santa Fe e integra junto al Diputado Rubén Giustiniani el bloque Igualdad Y Participación.

## Ley de Matrimonio Igualitario
La ley de Matrimonio Igualitario, sancionada el 15 de julio de 2010 en la República Argentina, es la norma que habilitó el matrimonio civil entre personas del mismo sexo. De esta forma, el país se convirtió en el primero de América Latina en reconocer este derecho en todo el territorio y el décimo país en legalizar este tipo de unión a nivel mundial.
La ley aprobada (Ley Nacional N° 26.618) modifica algunos artículos del Código Civil, puntualmente en su libro I, sección segunda «De los derechos en las relaciones de familia», del libro II, sección tercera, título II, «De la sociedad conyugal» y de otras secciones del código. Los cambios más importantes se dan en los artículos que definen al matrimonio como unión civil entre hombre y mujer, para ser reemplazado por "contrayentes". También se modificaron artículos de la ley 26.41351 sobre inscripción de nacimientos, y la 18.24852 sobre los nombres y apellidos de las personas.
Augsburger fue autora del proyecto aprobado y junto a Vilma Ibarra, quien presentó otra iniciativa en el mismo sentido, fueron las principales impulsoras de esta ley en el Congreso.

## Ni Una Menos
En el año 2015, a raíz de una serie de hechos de violencia hacia mujeres y puntualmente el femicidio de Chiara Páez, diversas organizaciones, agrupaciones políticas, grupos de mujeres y militantes por los derechos humanos, se unieron bajo la consigna #niunamenos y marcharon en todo el país pidiendo justicia y políticas públicas concretas para erradicar la violencia hacia las mujeres. 
Silvia Augsburger participó de la organización de las dos marchas que se realizaron durante ese año. La primera el 3 de junio y la segunda el 25 de noviembre, cono motivo del "Día internacional de lucha por la no violencia hacia las mujeres".

## Activista pro aborto (pro elección)
Augsburger integra desde el año 2005 la "Campaña Nacional Por el Derecho al Aborto", iniciativa multi-sectorial y multi-partidaria que desde hace años lucha por lograr el debate y la aprobación de una norma legal que despenalice y legalice el aborto en Argentina. Desde la Campaña se han elaborado varios proyectos de ley, que han ido presentando en diversos momentos en el Congreso de La Nación, sin haber logrado sanción definitiva. 
Augsburger integra la Comisión Redactora, la cual tiene a su cargo la redacción de los proyectos de ley a presentar en el Congreso Argentino, recogiendo las conclusiones de las asambleas y foros de debate que la Campaña realiza en todo el país.
El 24 de abril de 2018 Silvia Augsburger asistió a la quinta jornada de debate por la legalización del Aborto en Argentina en el 5º plenario de comisiones del Congreso de la Nación manifestando su posición a favor del aborto recordando que, como diputada nacional, fue una de las redactoras y firmantes del proyecto de la “Campaña por el derecho al aborto”. En esa oportunidad declaró: “Las mujeres quieren tomar decisiones libres sobre su vida sexual”. Adjudicó al accionar del movimiento de mujeres la apertura del debate. Y afirmó que “Los derechos no se mendigan, se conquistan”.

## Proyectos presentados
- Ley de participación igualitaria de varones y mujeres en los órganos de decisión
- Ley Nacional de asistencia del aborto no punible
- Ley Nacional de Educación
- Ley de uso del suelo y ordenamiento urbanístico
- Ley de Identidad de género[2][1]
- Creación del programa del ingreso universal a la niñez y a la adolescencia
- Tributo a la renta financiera, eliminación de exención del impuesto a las ganancias
- Educación Nacional, Ley 26206 - Incorporación del artículo 8 bis, sobre inclusión de la laicicidad en las escuelas públicas.
- Ley de Tarifa Social Solidaria
- Ley Federal de vivienda, fondos. Consejo Federal de la vivienda. Creación de la Comisión Nacional de Vivienda. Creación del sistema nacional de Información e Indicadores de vivienda
- Código Electoral Nacional, Ley 19945; Modificación de los art. 157 y 164, sobre resultado de la elección y orden de prelación en caso de muerte o renuncia, separación, inhabilidad o incapacidad, sustitución por suplente mujer si la vacante es producida por una Diputada o Senadora.
- Ley de Matrimonio Igualitario
- Ley de Interrupción legal del embarazo[5]